# Tempio di Thatbyinnyu
Il tempio di Thatbyinnyu (in birmano သဗ္ဗညု ဘုရား che tradotto significa  "tempio dell'onniscienza") è un tempio buddhista che si trova a Bagan, in Birmania. L'edificio si trova nella parte sudorientale della cinta muraria della città.
Fa parte del complesso religioso di Bagan dichiarato Patrimonio dell'umanità dall'UNESCO dal 2019.

## Storia
Le informazioni sulla storia del tempio sono scarse, la sua costruzione pare sia iniziata durante il regno del re Alaungsithu, circa a metà del XII secolo, la costruzione fu edificata poco distante dal tempio di Ananda (la cui costruzione iniziò meno di un secolo prima). 

## Struttura
Il tempio di Thatbyinnyu ha una forma a croce irregolare e asimmetrica.
Spicca per essere il tempio più alto di Bagan, raggiunge infatti un'altezza di 61 metri e per la caratteristica di non avere una statua di Buddha in corrispondenza dell'ingresso principale, la statua è infatti collocata in una sala rivolta ad est situata al secondo piano.
Esternamente si nota un livello di finestrelle al piano terreno che danno su un mezzanino, utilizzato nei templi di grandi dimensioni come anche in quello di Dhammayangyi per alleggerire la struttura. Il primo e secondo piano erano destinati a ospitare i monaci, al terzo piano si trovano delle cellette destinate alle immagini mentre al quarto piano era custodita la biblioteca. 
Dal secondo piano si diparte una serie di terrazze rientranti che culminano nella Sikhara che lo accomuna ai templi di Sulamani e di Dhammayangyi.
A sudovest del tempio si trovano due colonne in muratura che un tempo sorreggevano la campana.

## Galleria d'immagini

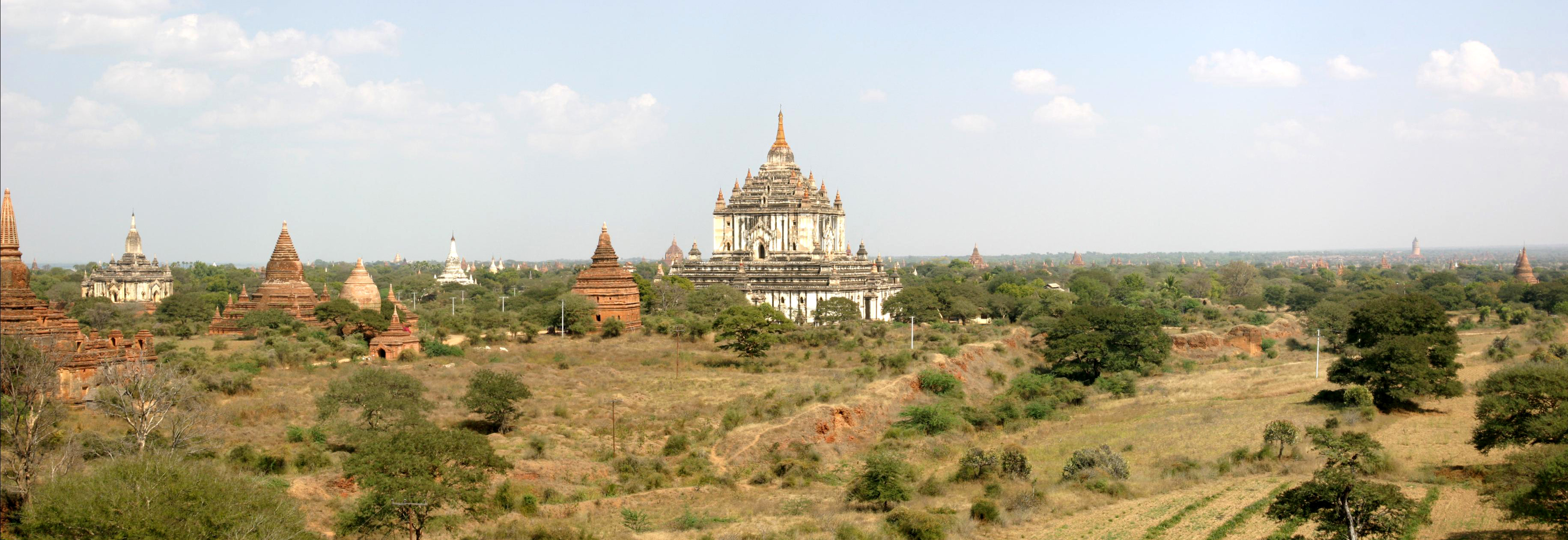
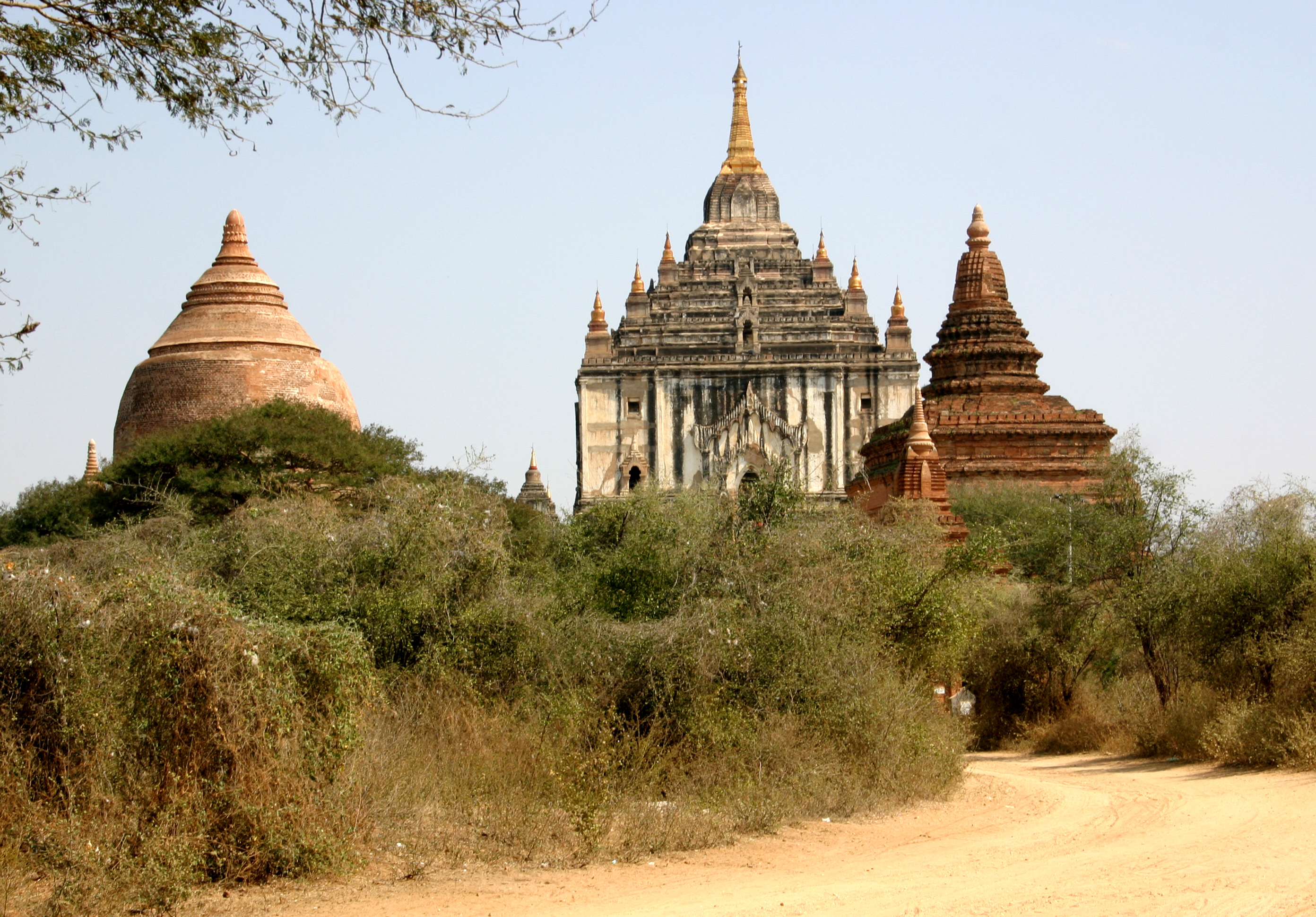
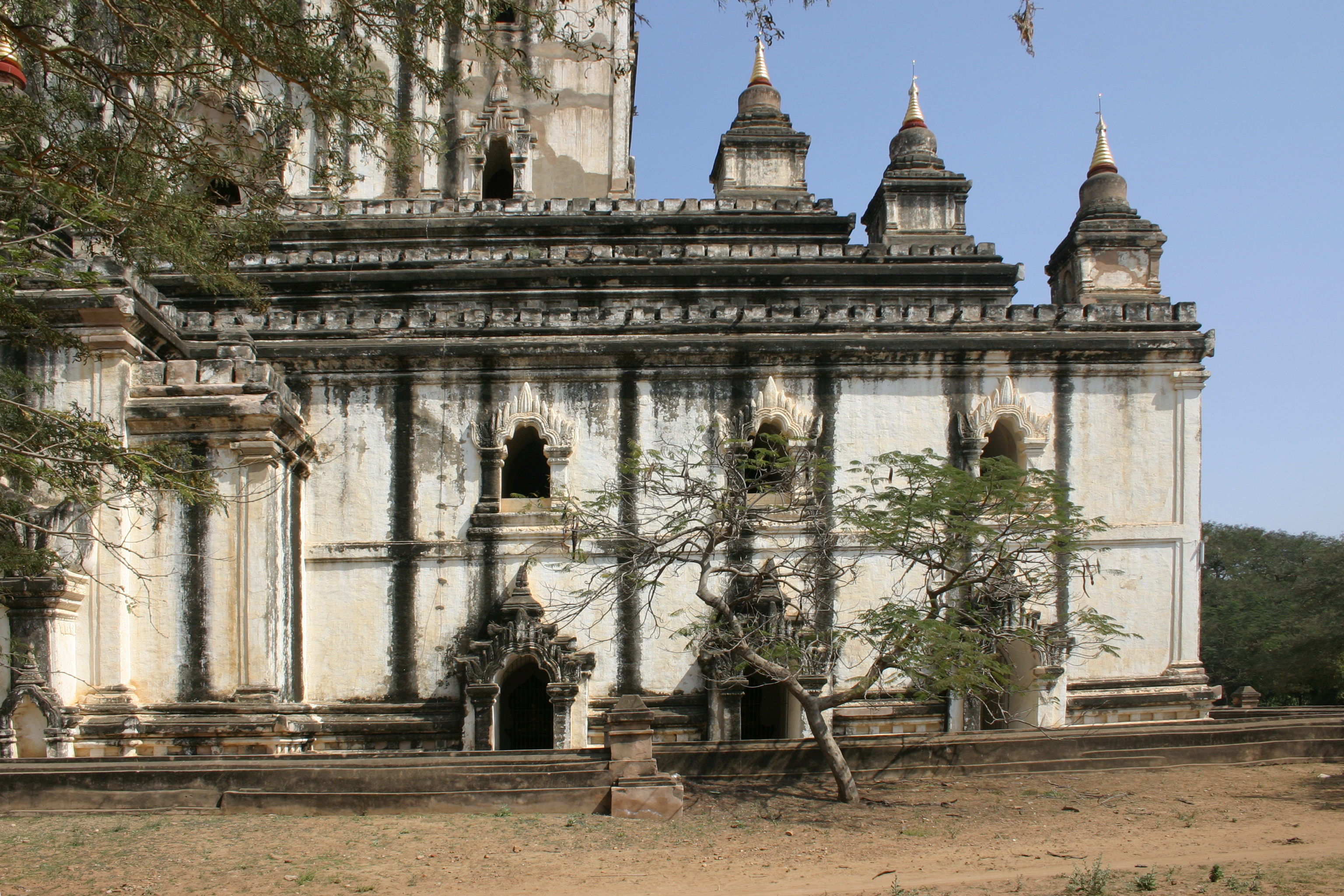
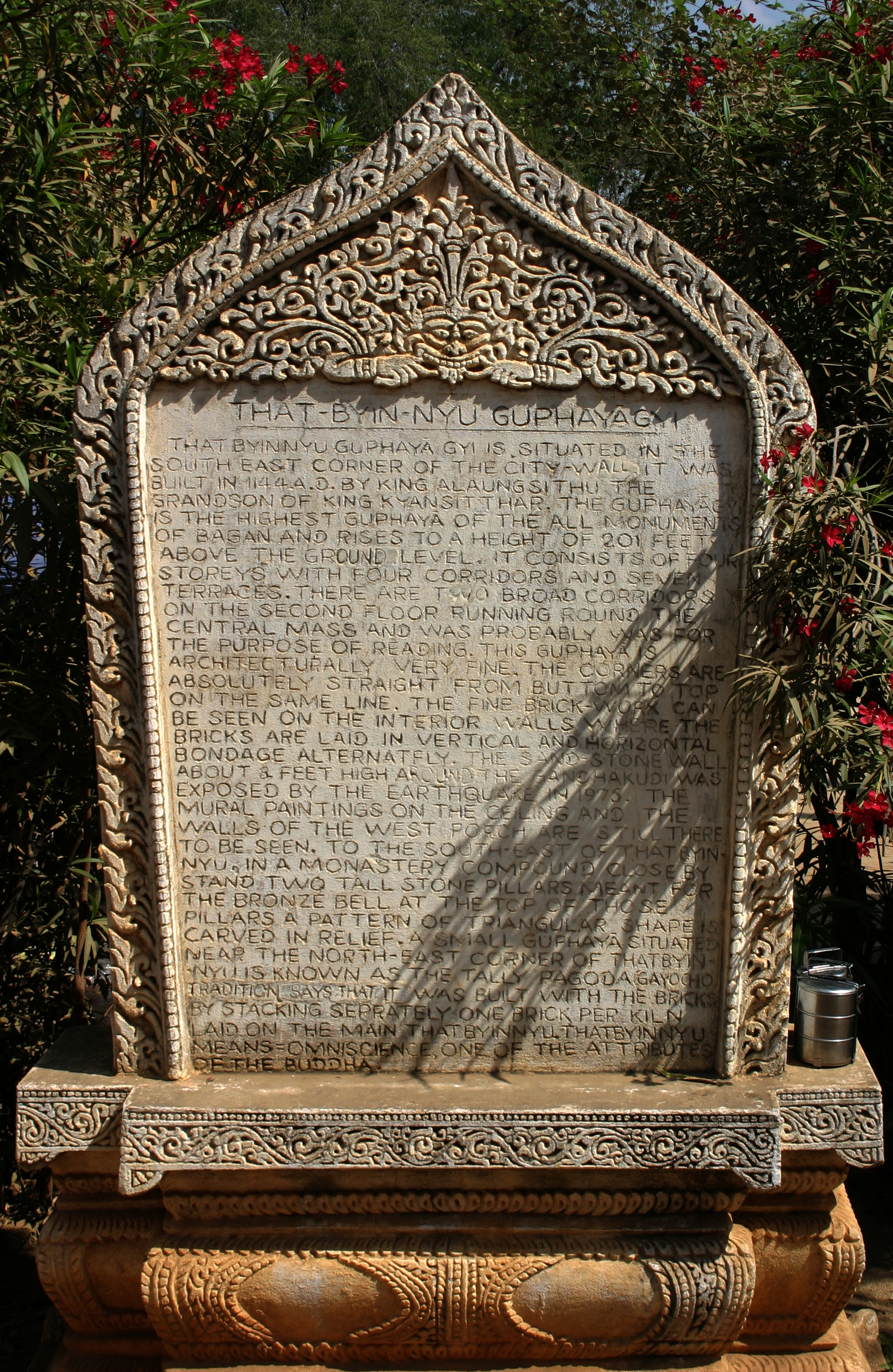